# Mina de Shinkolobwe
La mina de Shinkolobwe fue una mina de radio y uranio en la provincia de Haut-Katanga de la República Democrática del Congo, ubicada a unos 145 km al noroeste de Lubumbashi.  
La mina produjo uranio, el cual parte de él se usó para el Proyecto Manhattan y las armas nucleares posteriores producidas por los Estados Unidos en las décadas de 1940 y 1950. Antes de la Segunda Guerra Mundial, el uranio extraído aquí se llevaba originalmente a Bélgica para ser procesado; este suministro fue capturado por la Wehrmacht en 1940 y posteriormente utilizado para el fallido programa nuclear alemán.
La mina Shinkolobwe se cerró oficialmente en 2004.

## Descubrimiento
El yacimiento fue descubierto en 1915 por Robert Rich Sharp (1881–1960), el cual tras escuchar historias de los nativos de Shinkolobwe, que se embadurnaban en unas sustancias ocres de colores brillantes. Sharp tras una serie de prospecciones en la zona descubrió mineralizaciones de minerales verdosos, que resultarón ser secundarios de uranio. Tras el descubrimiento, el lugar fue explotado por la Union Minière du Haut Katanga.

## Geología

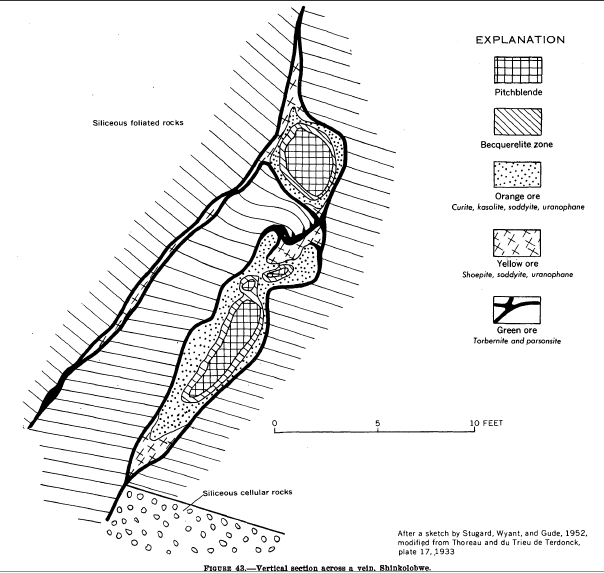
Estructura de las venas de uranio en Shinkolobwe.

Las formaciones del depósito de mineral de Shinkolobwe forman un espolón  encajado en una falla de pliegue. Los minerales de uranio y cobalto, plata, níquel, bismuto y arsénico asociados se encuentran como mineral de sulfuro masivo en vetas a lo largo de las fracturas y fallas de Katanga. La mineralización de uraninita ocurrió hace 630 Ma, cuando las soluciones uraníferas se filtraron en las lutitas dolomíticas del precámbrico. El depósito principal de Shinkolobwe se encuentra dentro de un área de ~400 x ~150 metros a una profundidad de >250 m, aunque las vetas de uranio comienzan a disminuir por debajo de los 220 m. Las vetas individuales se extienden desde unos pocos metros hasta 10 m de longitud. Los minerales de uranio secundario son dominantes hasta una profundidad de ~57 m, donde las vetas que contienen uranio de colores brillantes se convierten en masas negras de uraninita (UO2).
El yacimiento dio lugar a grandes cristales de uraninita de 1 a 4 centímetros de lado. Los nuevos minerales identificados aquí son la iantinita, becquerelita, schoepita, curita, fourmarierita, masuyita, vandendriesscheita, richetita, billietita, vandenbrandeita, kasolita, soddyita, sklodowskita, cuprosklodowskita, dewindtita, dumontita, renardita, parsonsita, saléeita, sharpita, studtita y diderita. Depósitos de uraninita similares se encuentran 36 km al oeste en Swambo y 120 km al oeste en Kalongwe.

## Historia
La mina fue descubierta por los colonizadores belgas en 1915, y se convirtió en una de las minas de uranio más importantes del mundo.
Durante la Segunda Guerra Mundial, la mina de Shinkolobwe fue la principal fuente de uranio para el proyecto Manhattan, que culminó en la creación de la primera bomba atómica en 1945. Los Estados Unidos compraron toneladas de uranio extraído de Shinkolobwe para sus investigaciones nucleares.
En la década de 1950, la mina fue cerrada por el gobierno congoleño debido a preocupaciones por la seguridad y el medio ambiente. Sin embargo, la mina fue saqueada en la década de 1960 durante la turbulencia política que siguió a la independencia del Congo en 1960.
El uranio extraído de la mina de Shinkolobwe ha sido implicado en algunos de los peores desastres nucleares del siglo XX. El uranio de Shinkolobwe fue utilizado en la bomba atómica lanzada sobre Hiroshima en 1945, así como en las pruebas nucleares realizadas por Francia en el Sahara en la década de 1960.
Además, el uranio de la mina de Shinkolobwe fue utilizado en la producción de la primera bomba nuclear israelí, y se cree que una gran cantidad de uranio de la mina fue adquirida por Irán a través de redes de contrabando en la década de 1990.
Hoy en día, la mina de Shinkolobwe sigue siendo un lugar peligroso debido a la presencia de residuos radiactivos y la falta de medidas de seguridad adecuadas. A pesar de los riesgos, la mina es un lugar popular para los buscadores de minerales y los traficantes de uranio, y el gobierno congoleño ha luchado por mantener el control sobre el área.
El 9 de agosto de 2006, el periódico  Sunday Times británico publicó un informe en el que afirmaba que Irán estaba tratando de importar "uranio para fabricar bombas" de la mina Shinkolobwe, sin proporcionar pruebas pero citando el informe de la ONU del 18 de julio de 2006.

## Galería

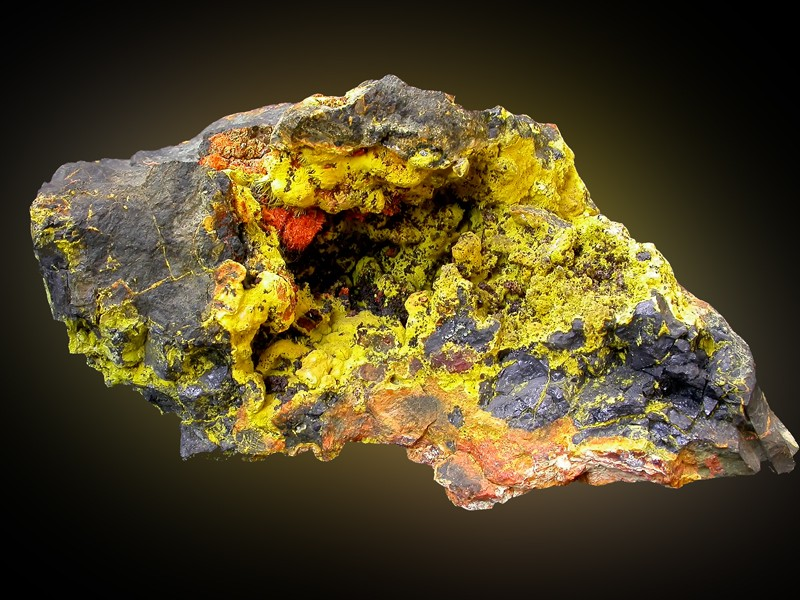
Schoepita-curita-uraninita. Muy pesado, ya que la matriz es uraninita pura (gris acero). Shinkolobwe es la localidad tipo de schoepita y curita. Ex-Museo Carnegie de Historia Natural. Tamaño: 14,0 x 10,0 x 7,2 cm.
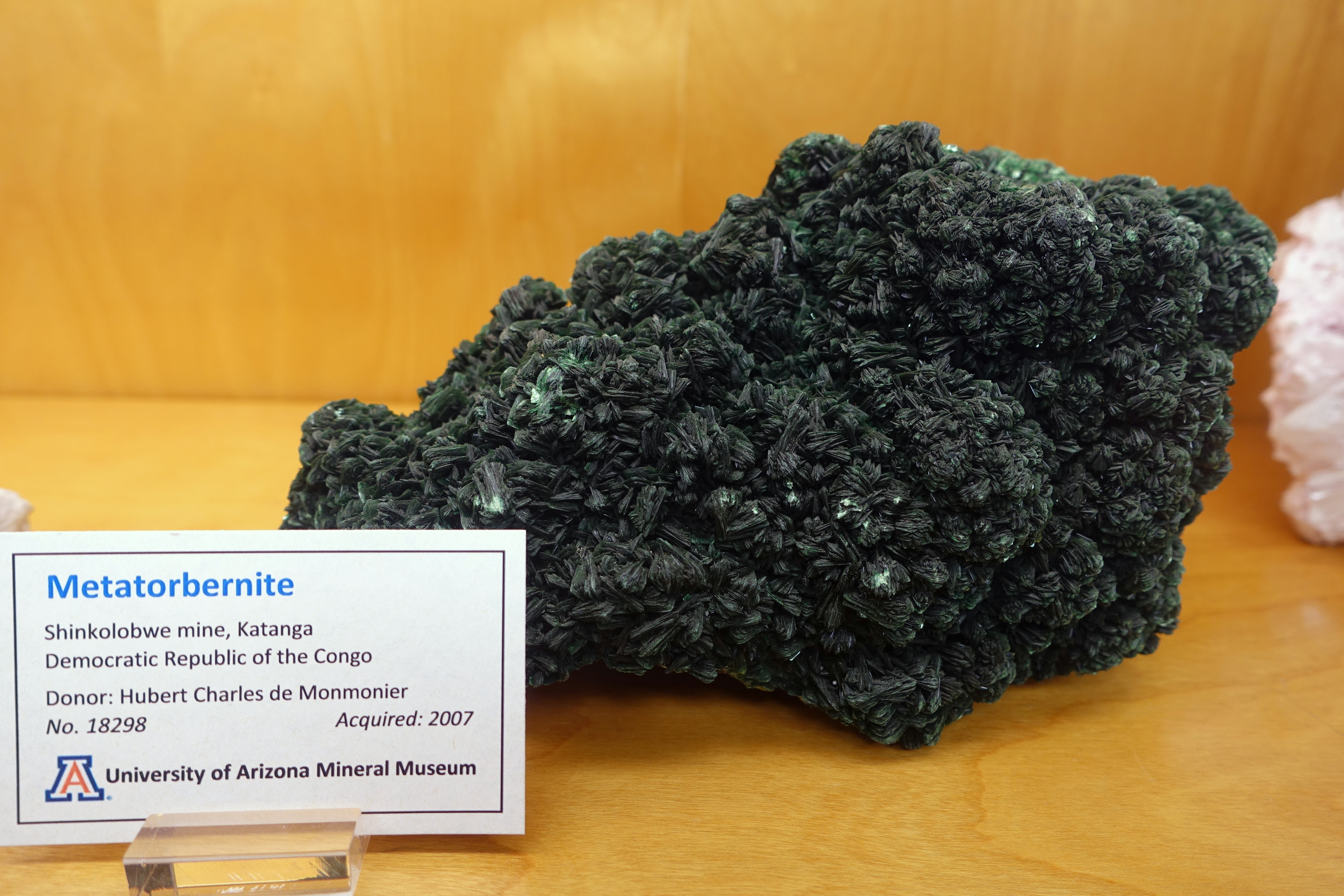
Ejemplar de torbernita - metatorbernita de Shinkolobwe.
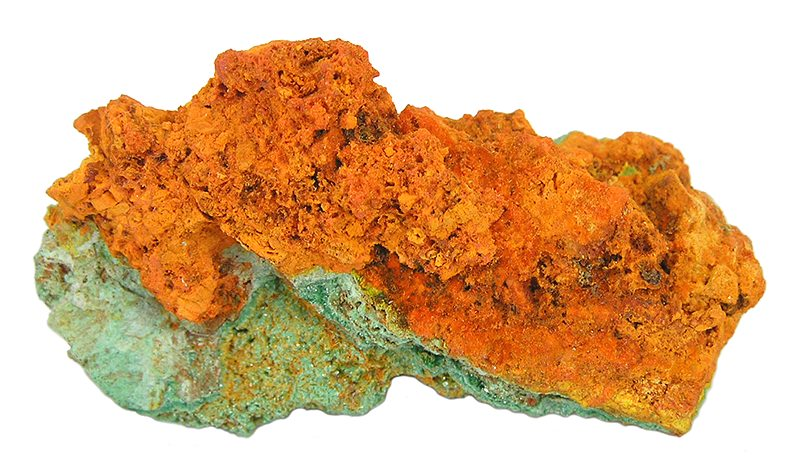
Curita, dewintita y Parsonita de la localidad de Shinkolobwe.
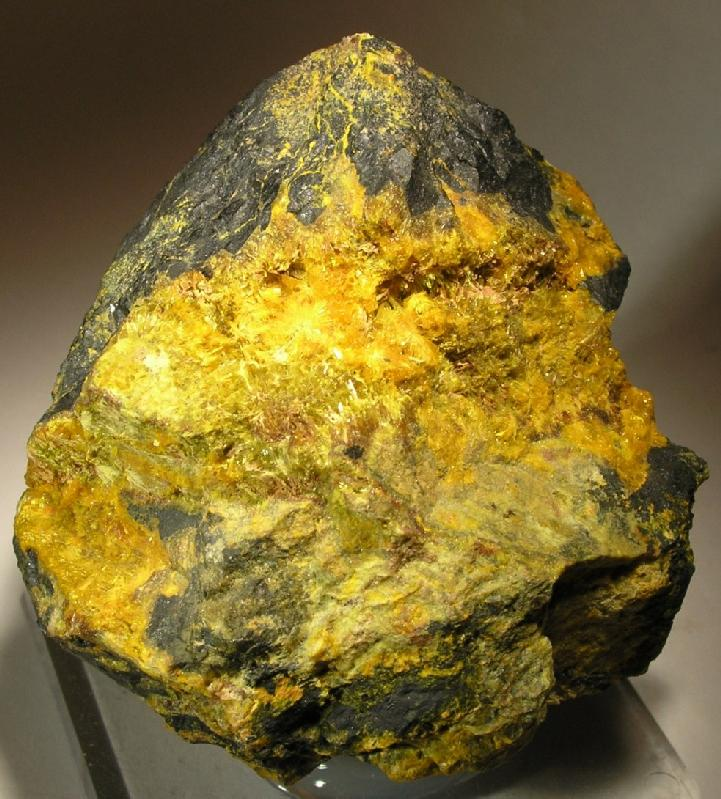
Ejemplar de Becquerelita y uraninita.
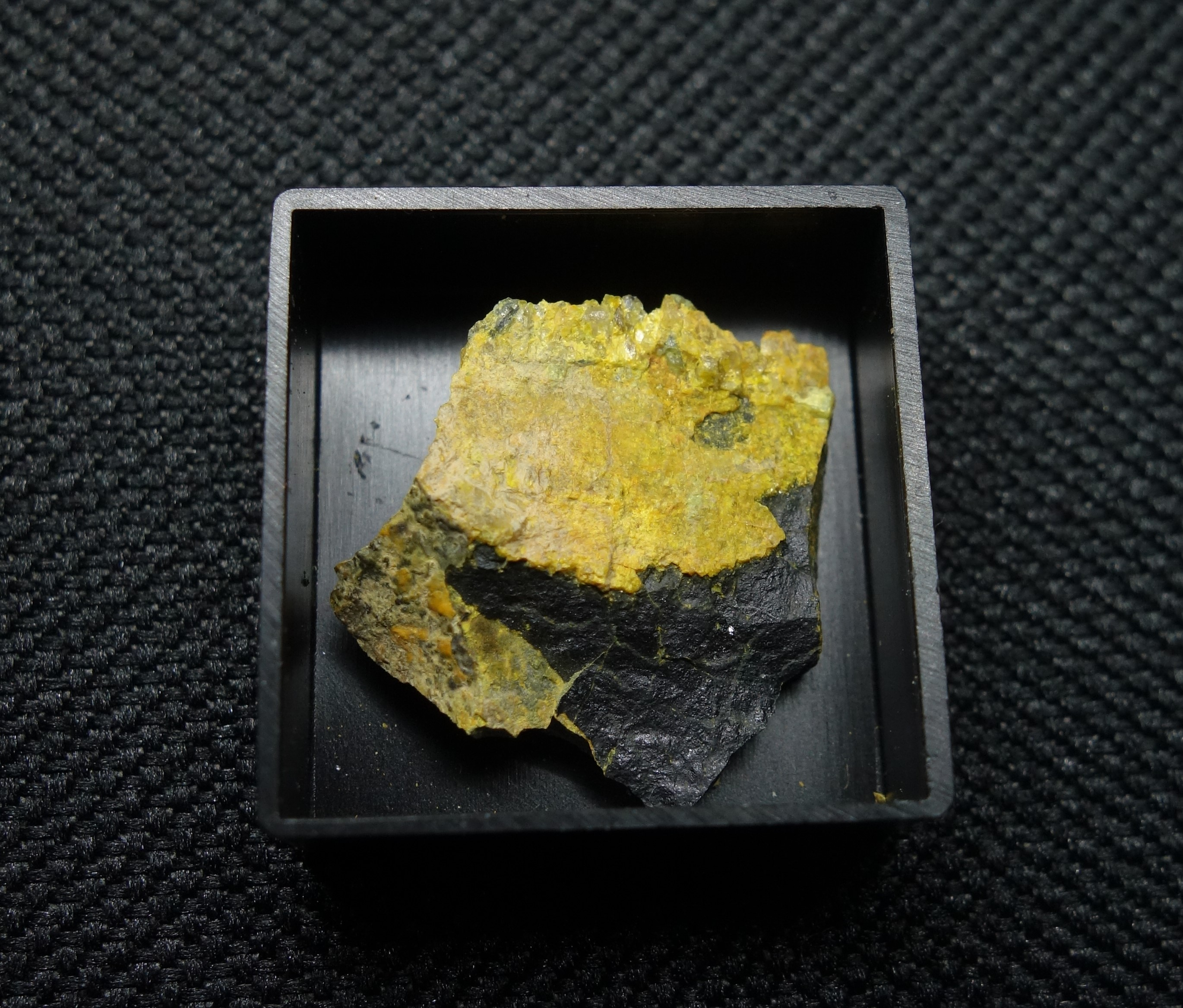
Ejemplar de uraninita y gummita clásico de Shinkolobwe.